# جوب ليمان
جوب ليمان (بالإنجليزية: Job Lyman)‏ هو محامي وسياسي أمريكي، ولد في 9 ديسمبر 1781 في نورثهامبتون في الولايات المتحدة، وتوفي في 10 سبتمبر 1870.